# Llista d'asteroides/130901–131000
| Nom      | Designació provisional | Data de descobriment | Lloc de descobriment | Descobridor/s  |
| -------- | ---------------------- | -------------------- | -------------------- | -------------- |
| 130901 - | 2000 VB33              | 1 de novembre, 2000  | Socorro              | LINEAR         |
| 130902 - | 2000 VW33              | 1 de novembre, 2000  | Socorro              | LINEAR         |
| 130903 - | 2000 VE35              | 1 de novembre, 2000  | Socorro              | LINEAR         |
| 130904 - | 2000 VH39              | 2 de novembre, 2000  | Socorro              | LINEAR         |
| 130905 - | 2000 VO39              | 1 de novembre, 2000  | Socorro              | LINEAR         |
| 130906 - | 2000 VD42              | 1 de novembre, 2000  | Socorro              | LINEAR         |
| 130907 - | 2000 VQ44              | 2 de novembre, 2000  | Socorro              | LINEAR         |
| 130908 - | 2000 VH45              | 1 de novembre, 2000  | Socorro              | LINEAR         |
| 130909 - | 2000 VG46              | 3 de novembre, 2000  | Socorro              | LINEAR         |
| 130910 - | 2000 VU53              | 3 de novembre, 2000  | Socorro              | LINEAR         |
| 130911 - | 2000 VK54              | 3 de novembre, 2000  | Socorro              | LINEAR         |
| 130912 - | 2000 VJ56              | 3 de novembre, 2000  | Socorro              | LINEAR         |
| 130913 - | 2000 VX62              | 6 de novembre, 2000  | Socorro              | LINEAR         |
| 130914 - | 2000 WY                | 17 de novembre, 2000 | Kitt Peak            | Spacewatch     |
| 130915 - | 2000 WO2               | 18 de novembre, 2000 | Desert Beaver        | W. K. Y. Yeung |
| 130916 - | 2000 WY4               | 19 de novembre, 2000 | Socorro              | LINEAR         |
| 130917 - | 2000 WE8               | 20 de novembre, 2000 | Socorro              | LINEAR         |
| 130918 - | 2000 WP8               | 20 de novembre, 2000 | Socorro              | LINEAR         |
| 130919 - | 2000 WU8               | 20 de novembre, 2000 | Socorro              | LINEAR         |
| 130920 - | 2000 WL11              | 24 de novembre, 2000 | Elmira               | A. J. Cecce    |
| 130921 - | 2000 WF15              | 20 de novembre, 2000 | Socorro              | LINEAR         |
| 130922 - | 2000 WK15              | 20 de novembre, 2000 | Socorro              | LINEAR         |
| 130923 - | 2000 WB16              | 21 de novembre, 2000 | Socorro              | LINEAR         |
| 130924 - | 2000 WH17              | 21 de novembre, 2000 | Socorro              | LINEAR         |
| 130925 - | 2000 WY17              | 21 de novembre, 2000 | Socorro              | LINEAR         |
| 130926 - | 2000 WF19              | 25 de novembre, 2000 | Fountain Hills       | C. W. Juels    |
| 130927 - | 2000 WM22              | 20 de novembre, 2000 | Socorro              | LINEAR         |
| 130928 - | 2000 WN25              | 21 de novembre, 2000 | Socorro              | LINEAR         |
| 130929 - | 2000 WA26              | 21 de novembre, 2000 | Socorro              | LINEAR         |
| 130930 - | 2000 WR26              | 25 de novembre, 2000 | Socorro              | LINEAR         |
| 130931 - | 2000 WF29              | 20 de novembre, 2000 | Socorro              | LINEAR         |
| 130932 - | 2000 WP29              | 21 de novembre, 2000 | Socorro              | LINEAR         |
| 130933 - | 2000 WL31              | 20 de novembre, 2000 | Socorro              | LINEAR         |
| 130934 - | 2000 WA32              | 20 de novembre, 2000 | Socorro              | LINEAR         |
| 130935 - | 2000 WL35              | 20 de novembre, 2000 | Socorro              | LINEAR         |
| 130936 - | 2000 WD40              | 20 de novembre, 2000 | Socorro              | LINEAR         |
| 130937 - | 2000 WM40              | 20 de novembre, 2000 | Socorro              | LINEAR         |
| 130938 - | 2000 WK41              | 20 de novembre, 2000 | Socorro              | LINEAR         |
| 130939 - | 2000 WR41              | 20 de novembre, 2000 | Socorro              | LINEAR         |
| 130940 - | 2000 WE43              | 21 de novembre, 2000 | Socorro              | LINEAR         |
| 130941 - | 2000 WY43              | 21 de novembre, 2000 | Socorro              | LINEAR         |
| 130942 - | 2000 WB50              | 26 de novembre, 2000 | Socorro              | LINEAR         |
| 130943 - | 2000 WY51              | 27 de novembre, 2000 | Kitt Peak            | Spacewatch     |
| 130944 - | 2000 WK54              | 20 de novembre, 2000 | Socorro              | LINEAR         |
| 130945 - | 2000 WC55              | 20 de novembre, 2000 | Socorro              | LINEAR         |
| 130946 - | 2000 WT61              | 21 de novembre, 2000 | Socorro              | LINEAR         |
| 130947 - | 2000 WP62              | 20 de novembre, 2000 | Anderson Mesa        | LONEOS         |
| 130948 - | 2000 WM66              | 20 de novembre, 2000 | Socorro              | LINEAR         |
| 130949 - | 2000 WQ66              | 21 de novembre, 2000 | Socorro              | LINEAR         |
| 130950 - | 2000 WS72              | 20 de novembre, 2000 | Socorro              | LINEAR         |
| 130951 - | 2000 WQ74              | 20 de novembre, 2000 | Socorro              | LINEAR         |
| 130952 - | 2000 WB76              | 20 de novembre, 2000 | Socorro              | LINEAR         |
| 130953 - | 2000 WT79              | 20 de novembre, 2000 | Socorro              | LINEAR         |
| 130954 - | 2000 WL81              | 20 de novembre, 2000 | Socorro              | LINEAR         |
| 130955 - | 2000 WT90              | 21 de novembre, 2000 | Socorro              | LINEAR         |
| 130956 - | 2000 WE95              | 21 de novembre, 2000 | Socorro              | LINEAR         |
| 130957 - | 2000 WS95              | 21 de novembre, 2000 | Socorro              | LINEAR         |
| 130958 - | 2000 WD96              | 21 de novembre, 2000 | Socorro              | LINEAR         |
| 130959 - | 2000 WF96              | 21 de novembre, 2000 | Socorro              | LINEAR         |
| 130960 - | 2000 WS97              | 21 de novembre, 2000 | Socorro              | LINEAR         |
| 130961 - | 2000 WV98              | 21 de novembre, 2000 | Socorro              | LINEAR         |
| 130962 - | 2000 WX98              | 21 de novembre, 2000 | Socorro              | LINEAR         |
| 130963 - | 2000 WD101             | 21 de novembre, 2000 | Socorro              | LINEAR         |
| 130964 - | 2000 WW101             | 26 de novembre, 2000 | Socorro              | LINEAR         |
| 130965 - | 2000 WK106             | 29 de novembre, 2000 | Haleakala            | NEAT           |
| 130966 - | 2000 WA112             | 20 de novembre, 2000 | Socorro              | LINEAR         |
| 130967 - | 2000 WX112             | 20 de novembre, 2000 | Socorro              | LINEAR         |
| 130968 - | 2000 WC113             | 20 de novembre, 2000 | Socorro              | LINEAR         |
| 130969 - | 2000 WC114             | 20 de novembre, 2000 | Socorro              | LINEAR         |
| 130970 - | 2000 WD114             | 20 de novembre, 2000 | Socorro              | LINEAR         |
| 130971 - | 2000 WP114             | 20 de novembre, 2000 | Socorro              | LINEAR         |
| 130972 - | 2000 WB116             | 20 de novembre, 2000 | Socorro              | LINEAR         |
| 130973 - | 2000 WS116             | 20 de novembre, 2000 | Socorro              | LINEAR         |
| 130974 - | 2000 WX116             | 20 de novembre, 2000 | Socorro              | LINEAR         |
| 130975 - | 2000 WB118             | 20 de novembre, 2000 | Socorro              | LINEAR         |
| 130976 - | 2000 WW118             | 20 de novembre, 2000 | Socorro              | LINEAR         |
| 130977 - | 2000 WO123             | 29 de novembre, 2000 | Socorro              | LINEAR         |
| 130978 - | 2000 WN125             | 29 de novembre, 2000 | Socorro              | LINEAR         |
| 130979 - | 2000 WF126             | 30 de novembre, 2000 | Socorro              | LINEAR         |
| 130980 - | 2000 WJ126             | 30 de novembre, 2000 | Socorro              | LINEAR         |
| 130981 - | 2000 WX126             | 16 de novembre, 2000 | Kitt Peak            | Spacewatch     |
| 130982 - | 2000 WH130             | 19 de novembre, 2000 | Kitt Peak            | Spacewatch     |
| 130983 - | 2000 WM130             | 20 de novembre, 2000 | Anderson Mesa        | LONEOS         |
| 130984 - | 2000 WA133             | 19 de novembre, 2000 | Socorro              | LINEAR         |
| 130985 - | 2000 WX133             | 19 de novembre, 2000 | Socorro              | LINEAR         |
| 130986 - | 2000 WD138             | 21 de novembre, 2000 | Socorro              | LINEAR         |
| 130987 - | 2000 WO140             | 21 de novembre, 2000 | Socorro              | LINEAR         |
| 130988 - | 2000 WT141             | 19 de novembre, 2000 | Socorro              | LINEAR         |
| 130989 - | 2000 WL142             | 20 de novembre, 2000 | Anderson Mesa        | LONEOS         |
| 130990 - | 2000 WF153             | 29 de novembre, 2000 | Socorro              | LINEAR         |
| 130991 - | 2000 WC158             | 30 de novembre, 2000 | Socorro              | LINEAR         |
| 130992 - | 2000 WT159             | 20 de novembre, 2000 | Anderson Mesa        | LONEOS         |
| 130993 - | 2000 WZ159             | 20 de novembre, 2000 | Anderson Mesa        | LONEOS         |
| 130994 - | 2000 WA162             | 20 de novembre, 2000 | Anderson Mesa        | LONEOS         |
| 130995 - | 2000 WZ166             | 24 de novembre, 2000 | Anderson Mesa        | LONEOS         |
| 130996 - | 2000 WE167             | 24 de novembre, 2000 | Anderson Mesa        | LONEOS         |
| 130997 - | 2000 WS167             | 24 de novembre, 2000 | Anderson Mesa        | LONEOS         |
| 130998 - | 2000 WY170             | 24 de novembre, 2000 | Anderson Mesa        | LONEOS         |
| 130999 - | 2000 WU172             | 25 de novembre, 2000 | Socorro              | LINEAR         |
| 131000 - | 2000 WL178             | 28 de novembre, 2000 | Kitt Peak            | Spacewatch     |